# نوارة نجم
نوارة الانتصار أحمد فؤاد عزت نجم (8 أكتوبر 1973 -)، مدونة وناشطة وصحفية مصرية مهتمة بالعمل العام وحقوق الإنسان. تعمل محررة أخبار ومترجمة بقناة النيل للمعلومات (إحدى قنوات النيل المتخصصة) منذ سنة 1997، وهي صاحبة مدونة جبهة التهييس الشعبية، وابنة الشاعر أحمد فؤاد نجم والكاتبة والناقدة صافي ناز كاظم.

## مولدها ونشأتها
ولدت نوارة نجم بعد يومين من اندلاع حرب أكتوبر 1973 فسمتها والدتها «نوارة الانتصار»، وفي سنة 1975، وهي في الثانية من عمرها، غادرت نوارة مصر إلى العراق بصحبة والدتها، تاركة والدها أحمد فؤاد نجم في السجن الذي أقسم الرئيس أنور السادات أن لا يخرج منه نجم إلا بعد موته.
عاشت نوارة في العراق والتحقت بالمدرسة هناك، وظلت في العراق حتى بلغت الثامنة، وكانت والدتها تعمل بجامعة المستنصرية. وفي إحدى الإجازات التقت نوارة ـ للمرة الأولى ـ والدها المعتقل في سجن طرة وهي في الرابعة من عمرها.
عادت نوارة نجم إلى مصر نهائياً بصحبة والدتها في سنة 1980، وفي 5 سبتمبر من العام التالي اعتقل السادات والدتها أيضاً في اعتقالات سبتمبر 1981 الشهيرة، وكان اعتقال السادات لأبويها تباعاً سبباً من أسباب الموقف السلبي الذي ظلت نوارة نجم تحمله تجاه السادات حتى اليوم.
لنوارة أختان من أبيها، الكبرى «عفاف» تكبرها بحوالي ثمانية عشر عاماً، والصغرى «زينب» تصغرها بنفس العدد من السنوات.
في 23 أغسطس 2012 عقد قران نوارة نجم على محمد حسن، الناشط السويسي وعضو حركة عمال من أجل التغيير.

## دراستها الجامعية
التحقت نوارة نجم بقسم اللغة الإنجليزية بكلية آداب جامعة عين شمس وتخرجت فيه سنة 1996.

## بدايتها مع الصحافة
عملت نوارة نجم منذ السنة الأولى من دراستها الجامعية صحفية تحت التدريب بمجلة الشباب التي تصدرها مؤسسة الأهرام بين عامي 1992 و1994، ثم تدربت في جريدة الأهرام ويكلي التي تصدر بالإنجليزية عن نفس المؤسسة، كما تدربت في مجلة نصف الدنيا النسائية التابعة أيضاً لمؤسسة الأهرام، ولكن تعيينها في المجلة لقي رفضاً من رئيس مجلس إدارة المؤسسة إبراهيم نافع لأسباب تتعلق بعدائه لوالديها، فتركت مؤسسة الأهرام بحثاً عن فرصتها في أماكن أخرى مثل صحف «الوفد» و«الحلوة» و«القاهرة» (التي تصدر عن وزارة الثقافة المصرية)، حيث وجدت في الأخيرة تشجيعاً من رئيس تحريرها صلاح عيسى. وفي النهاية التحقت ـ عقب تخرجها ـ بالعمل سنة 1997 بقنوات النيل المتخصصة.

## كتاباتها للصحافة

نوارة نجم في وقفة لدعم أهالي شهداء ثورة 25 يناير بميدان التحرير يوم 30 يونيو 2011

كتبت نوارة نجم لجريدة «الحلوة» قبل توقفها عن الصدور، ومقالاً كل يوم أحد بجريدة الوفد، ثم بدأت في كتابة مقال يومي لجريدة الدستور اليومية تحت عنوان «اضحك مع الشعب»، لكنها توقفت عن الكتابة في النسخة الورقية من الجريدة بعد إقالة رئيس تحريرها إبراهيم عيسى في أكتوبر 2010 عقب صراع مع الملاك الجدد للجريدة، واكتفت بكتابة مقال يومي للموقع الإلكتروني للجريدة (المملوك لإبراهيم عيسى). تكتب نوارة نجم حالياً لجريدة التحرير، التي يرأس تحريرها إبراهيم عيسى أيضاً.
في ديسمبر 2010 قامت نوارة نجم بترجمة بعض الوثائق المتعلقة بمصر والتي نشرها موقع ويكيليكس، ونشرت هذه الترجمة مسلسلة في موقع جريدة الدستور الإلكترونية.
ثم نشرت هذه الترجمة في نفس الشهر في كتاب بعنوان «الوثائق التي هزت العالم: وثائق ويكيليكس»، بالاشتراك مع عبده البرماوي.

## مدونتها
في ديسمبر 2006 أطلقت نوارة نجم مدونتها «جبهة التهييس الشعبية»، لتعبر فيها عن آرائها ـ السياسية في معظمها ـ بلغة أقرب إلى لغة الشارع وبأسلوب نقدي ساخر يحمل الكثير من المرارة، واتخذت المدونة عبارة «الحرية لم تخلق إلا لمن يحملون أرواحهم على أكفهم» شعاراً لها، يحتل رأس المدونة وإلى جانبه صورة لطفلة تعض سلكاً شائكاً.
بلغ عدد قراء مدونة نوارة نجم قبل ثورة 25 يناير ما بين 15 ألف و20 ألف شخص يومياً، وارتفع هذا العدد خلال الثورة إلى ما بين 25 ألفاً و30 ألفاً في اليوم.
ويجدر بالذكر أيضاً نوارة كان لها أثر كبير في دخول والدتها عالم التدوين في الفضاء الافتراضي؛ وذلك من خلال مدونة صافي ناز كاظم المسماة «لساني حصاني».

## تقديم برنامج تلفزيوني
قدمت نوارة نجم برنامجًا تلفزيونيًا باسم «جبهة التهييس الشعبية» ـ وهو نفس اسم مدونتها ـ في قناة التحرير الفضائية التي بدأ بثها عقب ثورة 25 يناير.استمرت نوارة في تقديم البرنامج بدءا من 5 مايو 2011 وحتى 22 يوليو من نفس العام ثم انسحبت لخلاف مع مدير القناة أحمد أبو هيبة حول سياسة البرنامج[بحاجة لمصدر].

## من مواقفها السياسية

صورة لنوارة نجم إبان ثورة 25 يناير

في سنة 1995 اشتركت نوارة نجم ـ وهي في السنة الثالثة من دراستها الجامعية ـ مع زملاء يساريين في مظاهرات ضد اشتراك إسرائيل في معرض صناعي أقيم في مصر، وألقي القبض عليها لتقضي في سجن القناطر 12 يوماً تعرضت خلالها للإيذاء البدني وشهدت عمليات تعذيب جرت ضد معتقلين إسلاميين، وقد شعرت بالصدمة عندما اكتشفت أن زملاءها اليساريين يرون أن الإسلاميين يستحقون التعذيب، وبررت صدمتها بأنها ترى أنه «لا أحد يستحق أن يعذّب».
تدافع نوارة نجم في مدونتها عن العديد من القضايا المصرية والعربية، ومن بينها القضية الفلسطينية وقضية الأسرى المصريين في حرب 1967 ومناهضة التعذيب وغيرها من قضايا حقوق الإنسان في مصر والعالم، كما تشارك في العديد من الاحتجاجات على سياسات الحكومة المصرية الداخلية والخارجية.
لمع اسم نوارة نجم إبان ثورة 25 يناير، وخاصةً بعد ظهورها المتكرر على شاشة قناة الجزيرة متحدثةً باسم الشباب المصريين الثائرين في ميدان التحرير.
كانت من المساندين للتدخل العسكري الذي عزل الرئيس محمد مرسي.

## مؤلفاتها
- عش ع الريح (مقالات):[12] مقالات نشرت في جريدتي الحلوة والوفد (صدر عن دار العين للنشر والتوزيع سنة 2009)
- شاركت ـ مع 30 مدونة مصرية ـ في كتاب «أنا أنثى»[13] الصادر ضمن سلسلة مدونات مصرية للجيب، عن دار اكتب للنشر والتوزيع ودار دوّن للنشر والتوزيع (2009).
- صدرت لها في ديسمبر 2010 (بالاشتراك مع عبده البرماوي) ترجمة لبعض وثائق موقع ويكيليكس التي تخص مصر تحت عنوان «الوثائق التي هزت العالم: وثائق ويكيليكس» عن دار دوّن.
- «وانت السبب يابا... الفاجومي وأنا» (٢٠٢٣) سيرة ذاتية عن نوارة ووالدها :[14]

## وصلات خارجية
- مدونة نوارة نجم «جبهة التهييس الشعبية»
- مقالات نوارة نجم على موقع arabic.uFollow.com"
- الجزيرة: نوارة نجم.. ثائرة بالوراثة
- الأخبار: نوّارة نجم: ابنة الثورة... بتخطّي عتبه ليوم جديد
- مقالات نوارة نجم بجريدة الدستور
- حوار لقناة أون تى في برنامج بلدنا بالمصرى: إبراهيم عيسى ونوارة نجم عن المصريين الجدد
- مقال لسهام ذهني عن كتاب «عش ع الريح» لنوارة نجم
- حوار نوارة نجم مع إسلام أون لاين (فيديو)
- أحد مقالات نوارة نجم الفنية بجريدة الحلوة: ماتيجي نرقص.. ماتيجوا تتعالجوا على حسابي
- Al-Ahram Hebdo: La rebelle dans la cour des grands
- جريدة العلم المغربية: قصيدة «نوارة نجم» للشاعر المغربي حسن الأمراني